# Vägen (film)
Vägen (engelska: The Road) är en amerikansk postapokalyptisk dramafilm från 2009, regisserad av John Hillcoat och skriven av Joe Penhall efter Cormac McCarthys roman med samma titel. 
Filmen visades på Stockholms filmfestival 2009.

## Handling
En far (Viggo Mortensen) och hans son (Kodi Smit-McPhee) vandrar ensamma genom en postapokalyptisk ödemark. Allt de har är en kundvagn med ett fåtal tillhörigheter och en pistol med två kulor. De är på väg mot kusten trots att de inte vet om något finns att hämta där. Kärleken mellan far och son sätts på svåra prov i denna hopplösa framtid skapad av människan.

## Rollista
- Viggo Mortensen – Mannen
- Kodi Smit-McPhee – Pojken
- Robert Duvall – Den gamle mannen
- Guy Pearce – Veteran
- Molly Parker – Den moderliga kvinnan
- Michael K. Williams – Tjuven
- Garret Dillahunt – Gängmedlem
- Charlize Theron – Kvinnan, mannens fru
- Bob Jennings – Den skäggige mannen